# Разносторонний узел
Разносторо́нний у́зел (англ. Bastard Weaver’s Knot — «ложный узел ткача») — соединяющий прядь узел в ткацком деле для постоянного связывания вместе концов оборвавшейся пряди без намерения развязывать в дальнейшем. По строению схож с ткацким (шкотовым) узлом, но концы располагают по разные стороны узла. На основе разностороннего узла завязывают голландский булинь. Разносторонний узел также используют переплётчики книг для сшивания вместе листов.

## Способ завязывания

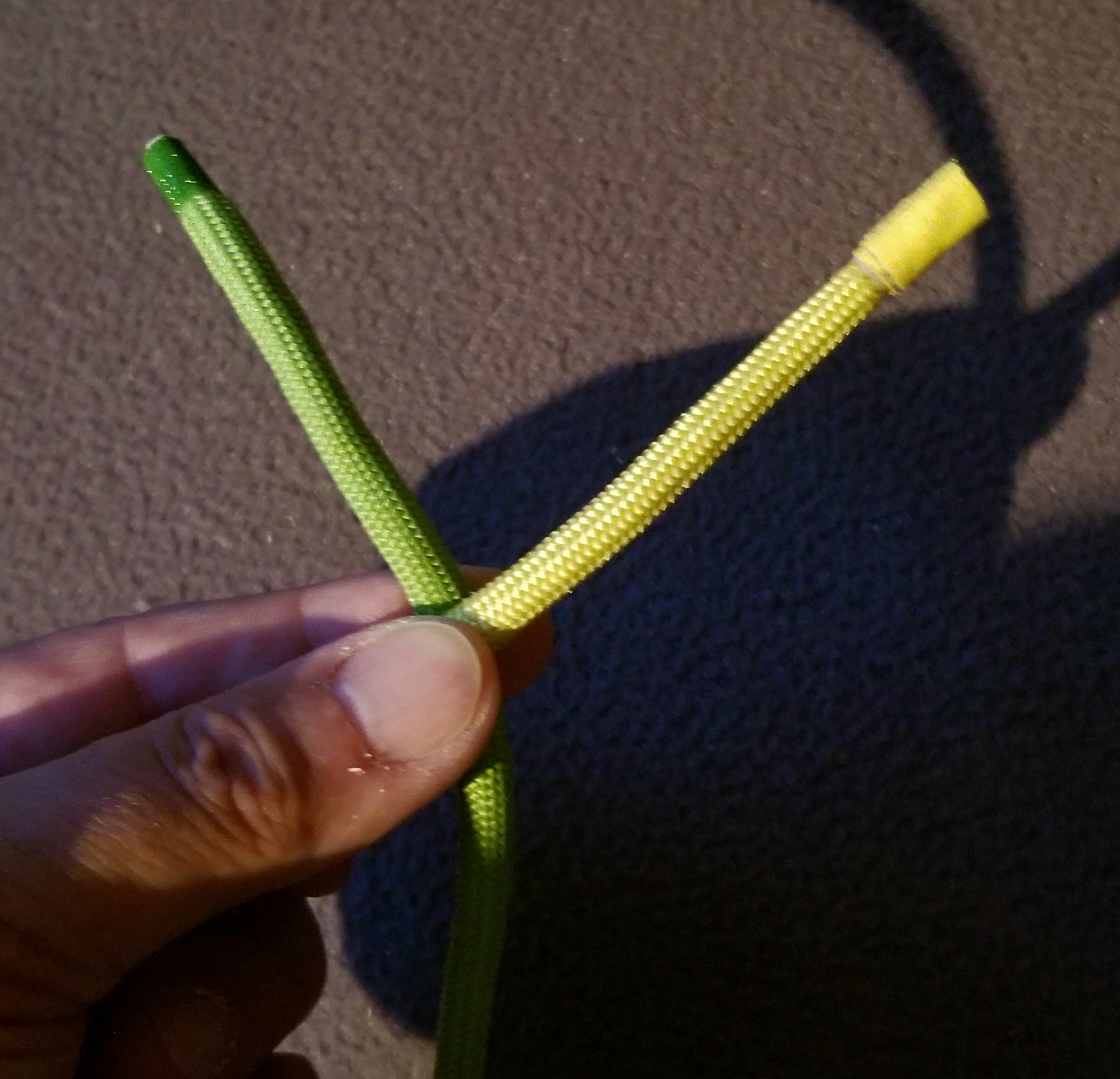
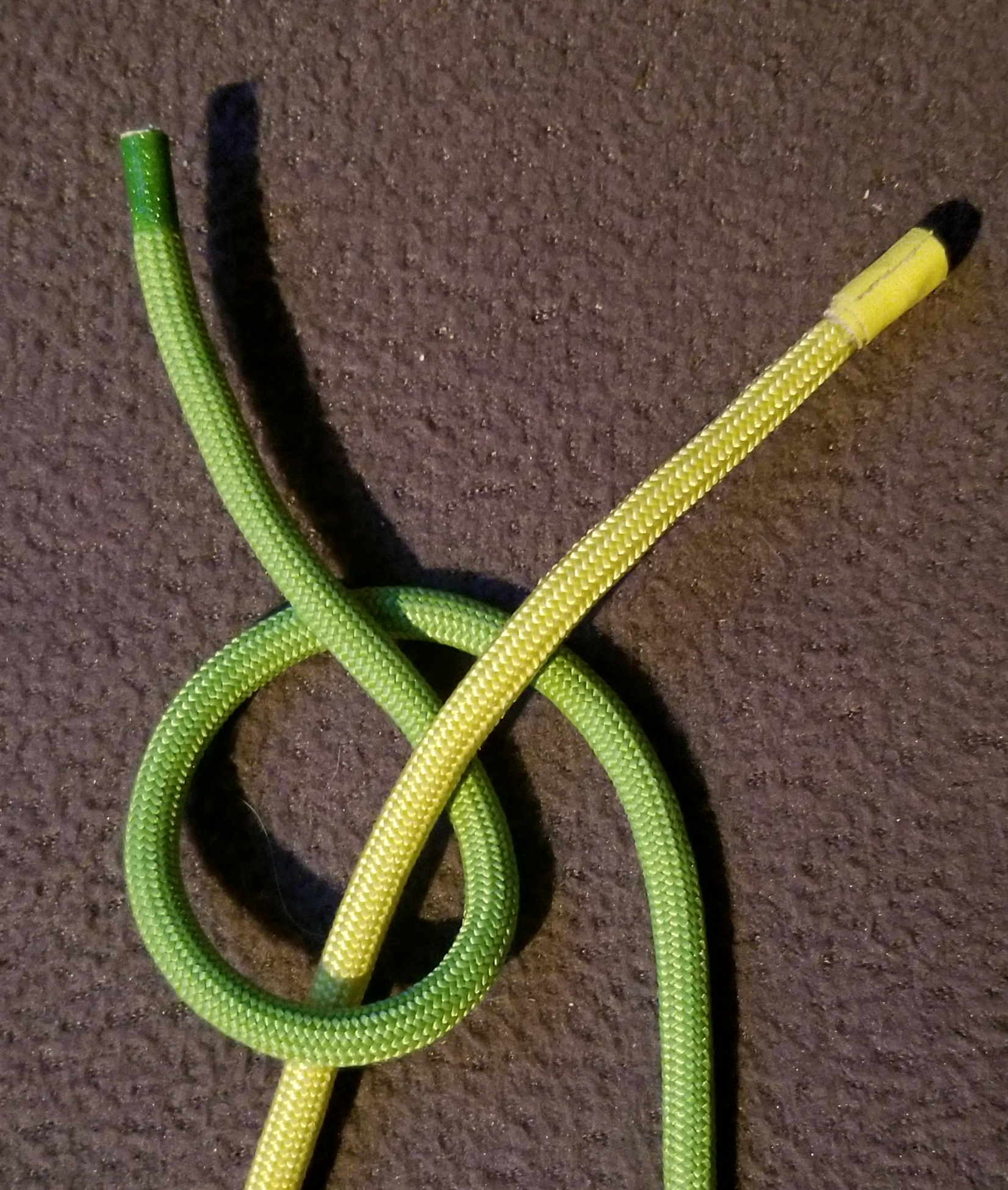
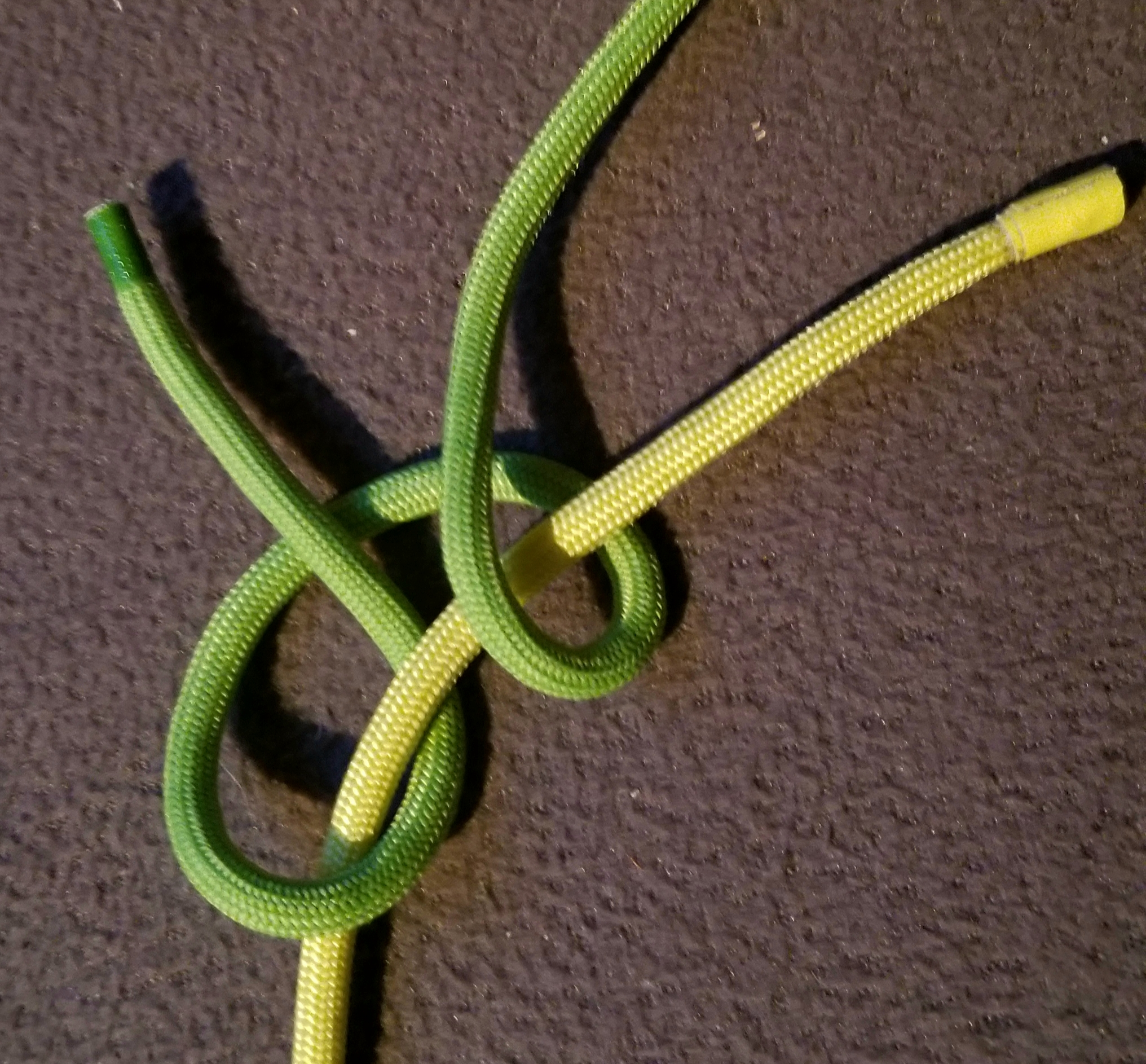
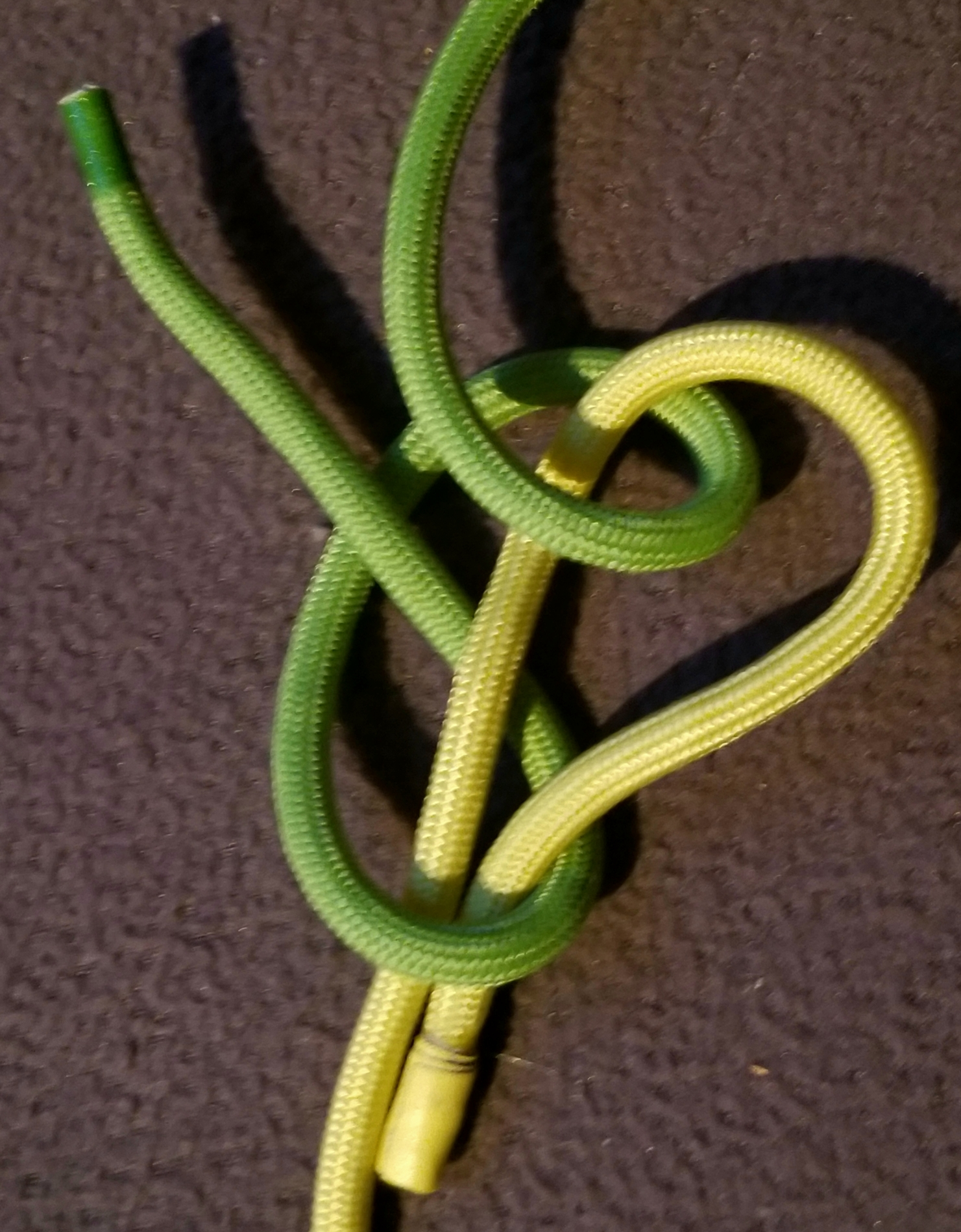
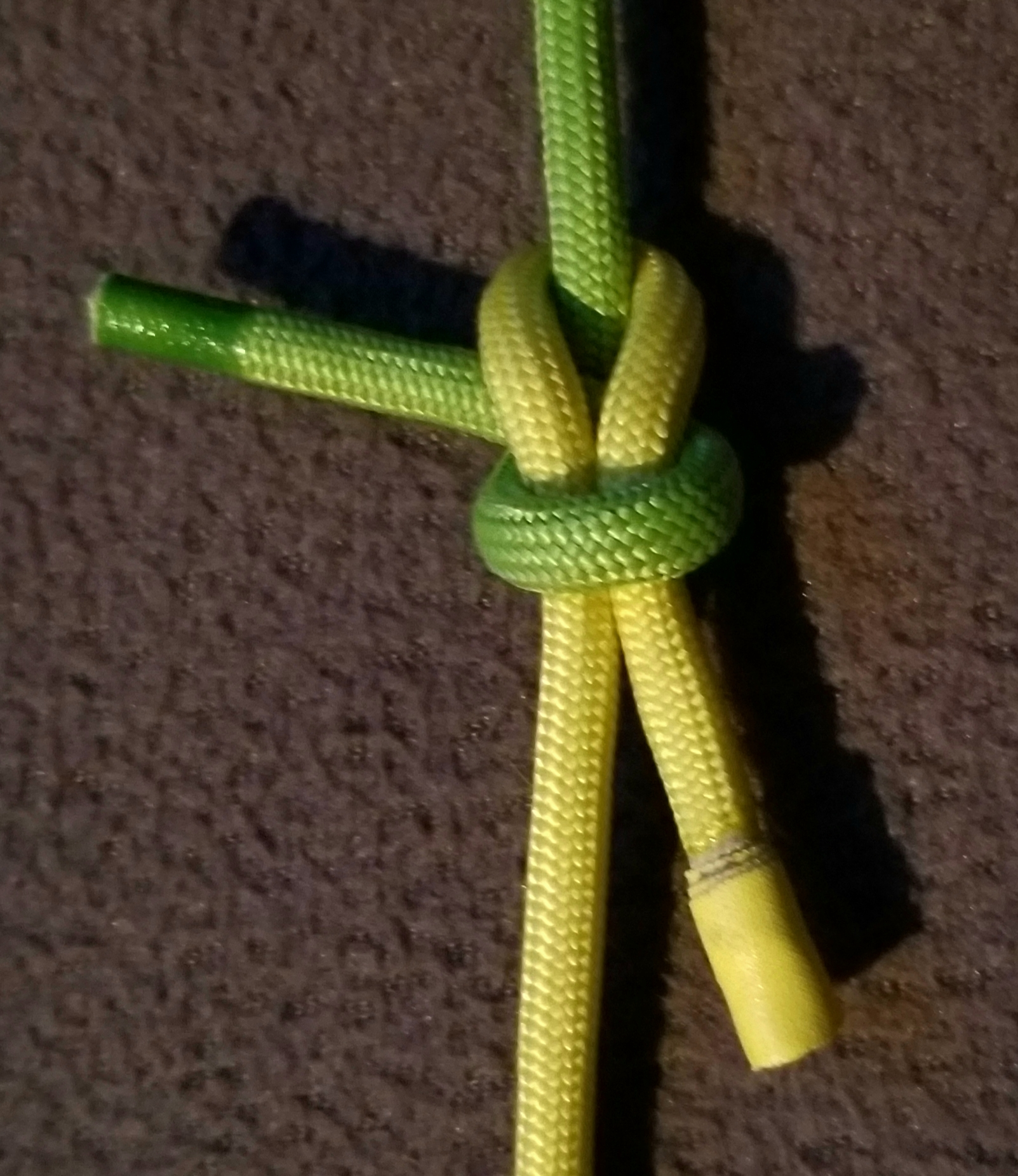
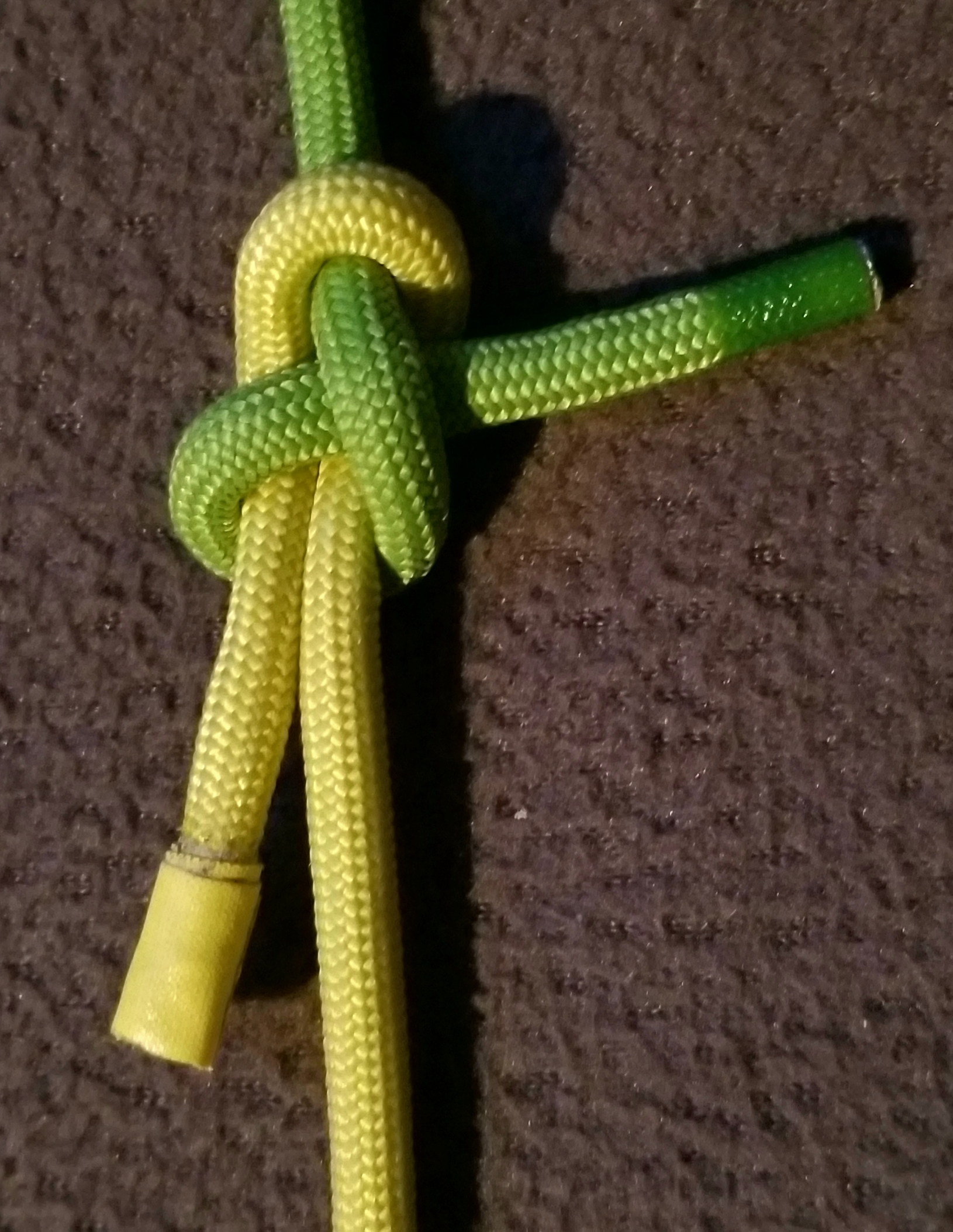

Ввести ходовой конец одной нити в колы́шку, завязанную на другой нити. Обнести сзади ходовой конец одной нити, вернуть ходовой конец другой нити под колышку обратным ходом и затянуть узел.

## Признаки

двойной разносторонний узел

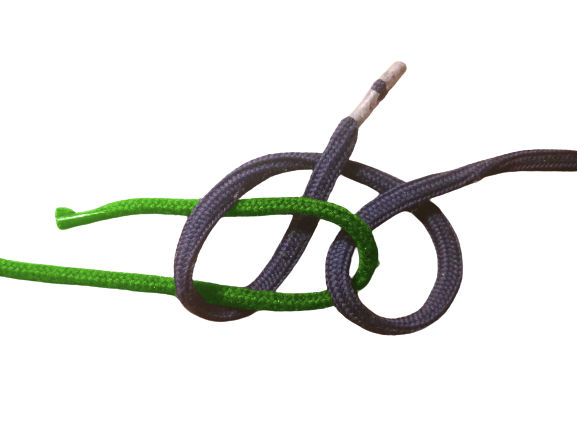
способ завязывания разностороннего узла

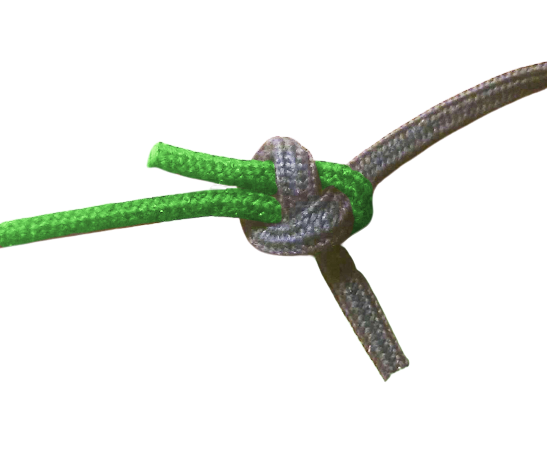
затянутый разносторонний узел

Плюсы
- Узел — прост
- Возможно завязать быстро

Минусы
- Скользит

## Применение
Ткачество
- Для постоянного связывания вместе концов оборванной нити в ткацком станке

Книгопечатание
- Для сшивания вместе листов книги